# Гильдия Святого Луки

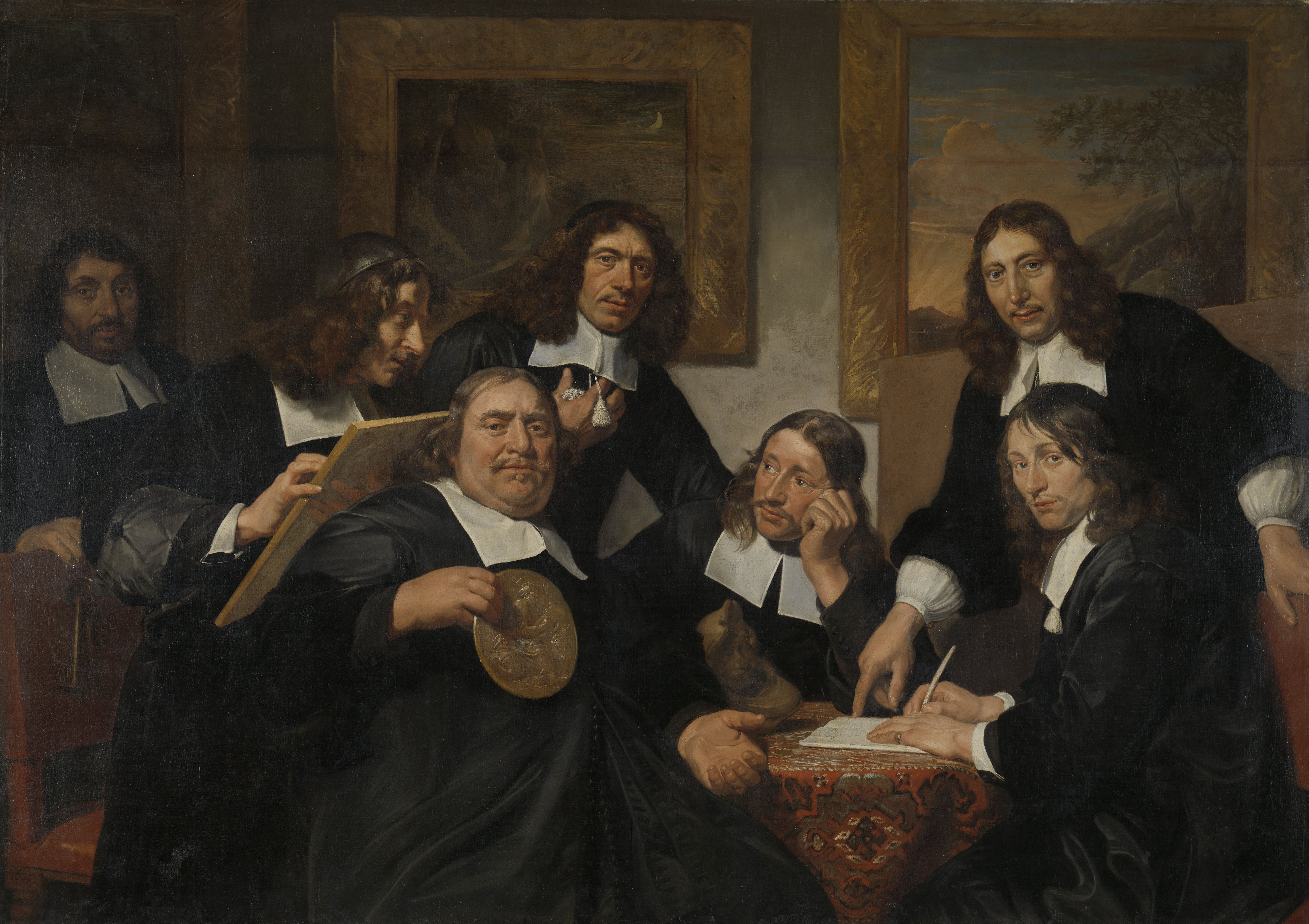
Я. де Брай. Портрет членов управления гильдии Святого Луки в Харлеме. 1675. Холст, масло. Рейксмюсеум, Амстердам

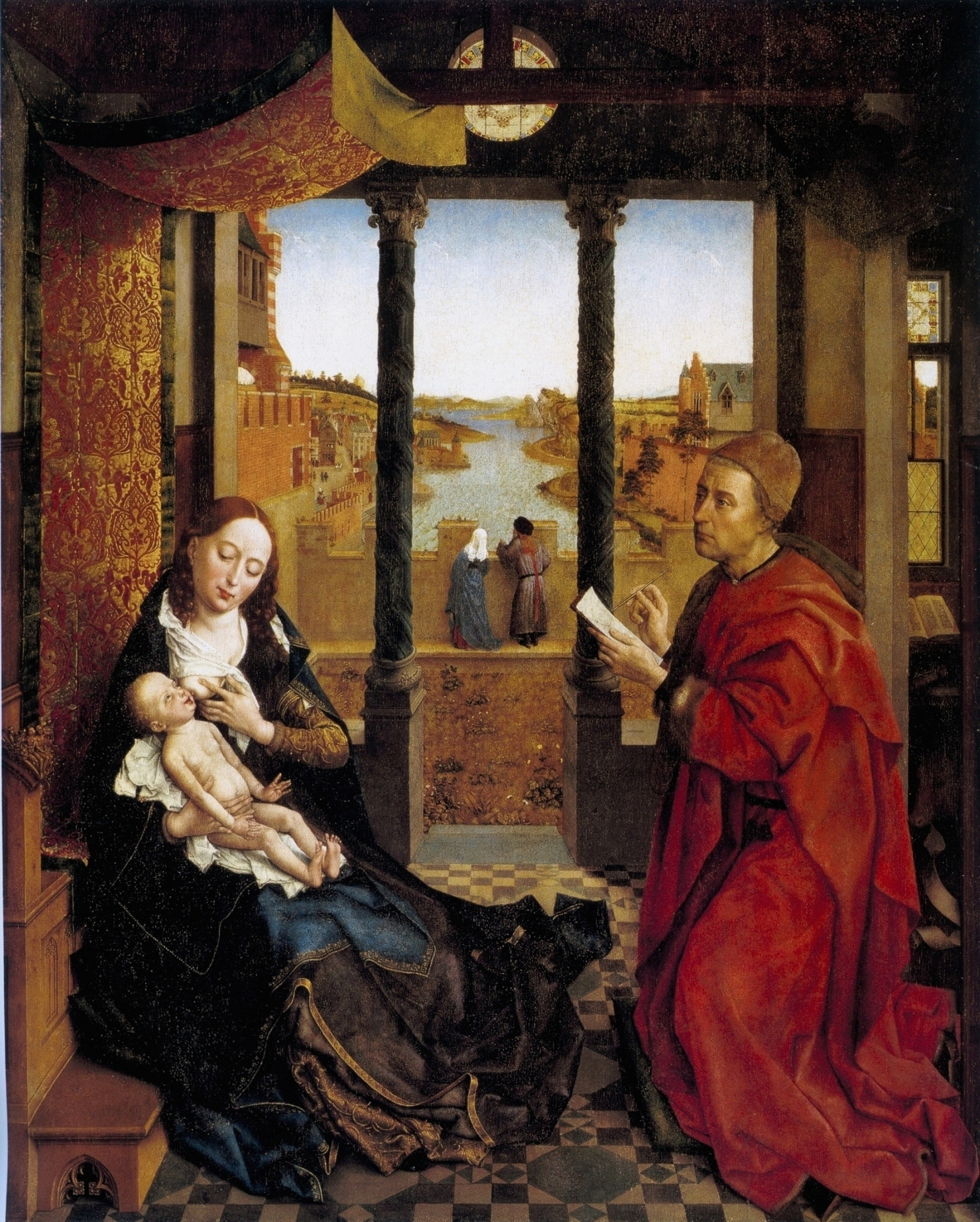
Рогир ван дер Вейден. Святой Лука, пишущий Мадонну. Ок. 1440. Дерево, темпера, масло. Музей изящных искусств, Бостон, Массачусетс, США

Ги́льдия Свято́го Луки́ (нидерл. Sint-Lucasgilde) — цеховые объединения живописцев, скульпторов и гравёров-печатников, получившие распространение сначала в Нидерландах и в Италии, а затем, с XV века в низовьях Рейна. Гильдия получила название по имени апостола Луки, покровителя художников, который, как считается, первым изобразил Деву Марию с натуры на доске от стола, за которым сидело Святое Семейство.
До 1378 года, создания первой отдельной гильдии, живописцы входили в цех медиков и аптекарей (итал. Arte dei medici e speziali). Другие — в иные ремесленные объединения. В Венеции живописцы входили в «Братство венецианских живописцев (итал. La fraglia dei pittori di Venezia). В Риме подобное объединение живописцев именовалось «Братством Святого Луки» (итал. Compagnia di San Luca).
Одна из первых гильдий живописцев была основана в Нидерландах, в Антверпене, впервые она упоминается в документах  в 1382 году, гильдия получила особые привилегии от города в 1442 году.
В некоторых городах, как, например, в Антверпене, в гильдии Святого Луки состояли представители многих видов искусства, а в других, как в Брюгге, гильдия представляла собой строго регламентированное профессиональное объединение живописцев, тогда как скульпторы, стекольщики или печатники имели собственные цеха и находились под защитой других покровителей. Так, например, ювелиры, золотых и серебряных дел мастера, оружейники имели свою гильдию Святого Элигия.
Для вступления в гильдию часто требовалось, чтобы художник был гражданином города и имел собственное жильё и имущество. Для регистрации в статусе мастера, который давал доступ к высоким и доходным должностям в городе, от художника требовалось ещё и быть женатым.
Во времена экономической нестабильности членство в гильдии обеспечивало художникам определённую уверенность. Оно гарантировало продвижение в получении выгодных заказов и исключало конкуренцию со стороны. Гильдия предоставляла право открыть собственную мастерскую с личной подписью и набирать учеников. Ученики не имели права подписывать свои работы, и те автоматически становились собственностью мастера. Другим преимуществом было право члена гильдии продавать свою продукцию на свободном рынке. В Антверпене и других городах на юге Нидерландов гильдии осуществляли контроль качества, и ставили на годных картинах своё клеймо. Договор с заказчиком составлял цех согласно своему уставу и художник был обязан строго выполнять правила. Такие меры контроля качества гарантировали покупателям по всей Европе единый стандарт произведений искусства.
Кроме этого, гильдия являлась своего рода социальной защитой, например, на случай нужды и болезни. Гильдия также брала на себя заботу о ритуальных услугах и погребении усопших членов.